# Raúl Esparza
Raúl Eduardo Esparza (Wilmington, 24 ottobre 1970) è un attore e cantante statunitense.

## Biografia
Nato a Wilmington (nel Delaware), ma cresciuto a Miami (in Florida), da genitori cubani, è noto soprattutto come interprete di musical e opere di prosa a Broadway, per cui è stato candidato a quattro Tony Award: miglior attore protagonista in un musical (2007), miglior attore non protagonista in un musical (2004), miglior attore protagonista in uno spettacolo (2009) e attore non protagonista in uno spettacolo (2008).
A Broadway ha recitato in Rocky Horror Show (2000), Cabaret (2002), Taboo (2003), Chitty Chitty Bang Bang (2005), Company (2006), Il ritorno a casa (2008), Speed-the-plow (2009), Arcadia (2011) e Leap of Faith (2012). Altre interpretazioni teatrali di rilievo sono state quelle in Evita (1998), Sunday in the Park with George (2002), Merrily We Roll Along (2002), Hair (2004) e The Craddle Will Rock (2013).
Nel 2006 recita un ruolo nel film di Sidney Lumet Prova a incastrarmi - Find Me Guilty.
A partire dal 2012 interpreta il sostituto procuratore Rafael Barba dalla quattordicesima stagione fino alla diciannovesima stagione di Law & Order - Unità vittime speciali, mentre nel 2013 interpreta il ruolo ricorrente del dottor Frederick Chilton nella serie televisiva Hannibal, fino al 2015.
Nel 2023 ha preso parte al musical Oliver! in cui ha interpretato il ruolo di Fagin presso il New York City Center, nella rassegna "Encores". Lo spettacolo è andato in scena per due settimane nel mese di maggio. A dicembre del 2023, è stato annunciato che avrebbe recitato nella prima mondiale del musical Galileo al Berkeley Repertory Theatre nell'estate 2024. In questo spettacolo, interpreterà il ruolo di "Galileo". 

## Vita privata
Esparza è stato sposato con Michele Marie Perez dal 1994 al 2008. In un profilo del New York Times del 2006, Raul ha rivelato di essere bisessuale.

## Filmografia

### Cinema
- Custody Bambini contesi  ( Custody), regia di James Lapine (2016)
- Prova a incastrarmi - Find Me Guilty (Find Me Guilty), regia di Sidney Lumet (2006)
- My Soul to Take - Il cacciatore di anime (My Soul to Take), regia di Wes Craven (2010)
- G.W.B., regia di Jonathan Ullman (2011)
- Ferdinand, regia di Carlos Saldanha (2017) – voce

### Televisione
- Miami Beach – serie TV, episodio 1x07 (1993)
- Spin City – serie TV, episodio 2x05 (1997)
- Angels in America, regia di Mike Nichols – miniserie TV (2003)
- Great Performances – serie TV, episodio 36x07 (2007)
- Pushing Daisies – serie TV, episodi 1x03-1x08 (2007)
- Law & Order: Criminal Intent – serie TV, episodio 8x11 (2009)
- Law & Order - I due volti della giustizia (Law & Order) – serie TV, episodio 20x12 (2010)
- Medium – serie TV, episodio 7x10 (2010)
- Georgetown, regia di Mark Piznarski – film TV (2011)
- A Gifted Man – serie TV, episodi 1x02-1x03 (2011)
- Law & Order - Unità vittime speciali (Law & Order: Special Victims Unit) – serie TV, 119 episodi (2012-2021)
- 666 Park Avenue – serie TV, episodio 1x09 (2012)
- Hannibal – serie TV, 12 episodi (2013-2015)
- The Path – serie TV, 6 episodi (2018)
- The Good Fight – serie TV, 4 episodi (2020)
- Dopesick - Dichiarazione di dipendenza (Dopesick) – miniserie TV, 6 puntate (2021)
- Candy - Morte in Texas (Candy) – miniserie TV, 5 puntate (2022)
- A Murder at the End of the World -  miniserie  TV, 6 puntate (2023)

## Teatro
- Cry, the Beloved Country, libretto e regia di Frank Galati, testi di Maxwell Anderson, colonna sonora di Kurt Weill. Goodman Theatre di Chicago (1993)
- Riccardo II di William Shakespeare, regia di David Petrarca. Goodman Theatre di Chicago (1994)
- Mattatoio n. 5, da Kurt Vonnegut, regia di Eric Simpson. Goodman Theatre di Chicago (1996)
- Fur di Migdalia Cruz, regia di Ralph Flores. Steppenwolf Theatre di Chicago (1997)
- Arcadia di Tom Stoppard, regia di James Sherman. Meadow Brook Theater di Rochester (1997)
- What the Butler Saw di Joe Orton, regia di . Meadow Brook Theater di Rochester (1998)
- Evita, libretto di Tim Rice, colonna sonora di Andrew Lloyd Webber, regia di Larry Fuller. Tour statunitense (1998)
- The Rocky Horror Show, libretto e colonna sonora di Richard O'Brien, regia di Christopher Ashley. Circle in the Square Theatre di Broadway (2000)
- tick, tick... Boom!, libretto e colonna sonora di Jonathan Larson, regia di Stephen Oremus. Jane Street Theater dell'Off-Broadway (2001)
- Cabaret, libretto di Joe Masteroff, testi di Fred Ebb, colonna sonora di John Kander, regia di Sam Mendes. Studio 54 di Broadway (2002)
- Sunday in the Park with George, libretto di James Lapine, colonna sonora di Stephen Sondheim, regia di Eric Schaeffer. Kennedy Center di Washington (2002)
- Merrily We Roll Along, libretto di George Furth, colonna sonora di Stephen Sondheim, regia di Christopher Ashley. Kennedy Center di Washington (2002)
- Taboo, libretto di Charles Busch, colonna sonora di Boy George, regia di Christopher Renshaw. Plymouth Theatre di Broadway (2003)
- The Normal Heart, di Larry Kramer, regia di David Esbjornson. Public Theater dell'Off-Broadway (2004)
- Chitty Chitty Bang Bang, libretto di Jeremy Sams, colonna sonora di Richard M. Sherman e Robert B. Sherman, regia di Adrian Noble. Hilton Theatre di Broadway (2005)
- Yank!, libretto di David Zellnik, colonna sonora di Joseph Zellnik, regia di Igor Goldin. Beckett Theatre dell'Off Broadway (2005)
- Company, libretto di George Furth, colonna sonora di Stephen Sondheim, regia di John Doyle. Playhouse in the Park di Cincinnati, Ethel Barrymore Theatre di Broadway (2006)
- Il ritorno a casa di Harold Pinter, regia di Daniel J. Sullivan. Cort Theatre di Broadway (2007)
- Speed-the-Plow di David Mamet, regia di Neil Pepe. Ethel Barrymore Theatre di Broadway (2008)
- La dodicesima notte, di William Shakespeare, regia di Daniel J. Sullivan. Delacorte Theater dell'Off-Broadway (2009)
- Leap of Faith, libretto di Janus Cercone e Warren Leight, testi di Glenn Slater, colonna sonora di Alan Menken, regia di Rob Ashford. Ahmanson Theatre di Los Angeles (2010)
- Anyone Can Whistle, libretto di Arthur Laurents, colonna sonora di Stephen Sondheim, regia di Casey Nicholaw. New York City Center di New York (2011)
- Arcadia di Tom Stoppard, regia di David Leveaux. Ethel Barrymore Theatre di Broadway (2011)
- Leap of Faith, libretto di Janus Cercone e Warren Leight, testi di Glenn Slater, colonna sonora di Alan Menken, regia di Christopher Ashley. St. James Theatre di Broadway (2012)
- The Craddle Will Rock, libretto e colonna sonora di Marc Blitzstein, regia di Sam Gold. New York City Center di New York (2013)
- Cimbelino di William Shakespeare, regia di Daniel J. Sullivan. Delacorte Theater dell'Off-Broadway (2015)
- Le onde, da Virginia Woolf, libretto e regia di Lisa Peterson, colonna sonora di David Bucknam e Adam Gwon. Hallie Flanagan Davis Powerhouse Theater di New York (2018)
- La resistibile ascesa di Arturo Ui di Bertolt Brecht, regia di John Doyle. Lynn F. Angelson Theater dell'Off-Broadway (2018)
- Seares di Theresa Rebeck, regia di Moritz con Stuelpnagel. The Susan and Ronald Frankel Theater dell'Off-Broadway (2019)
- Oliver!, colonna sonora e libretto di Lionel Bart, regia di  Lear deBessonet. New York City Center di New York (2023)

### Allestimenti concertistici
- Chess, libretto di Tim Rice, colonna sonora Benny Andersson e Björn Ulvaeus, regia di Peter Flynn. New Amsterdam Theatre di Broadway (2003)
- Hair, libretto di Gerome Ragni e James Rado, colonna sonora di Galt MacDermot, regia di Christopher Gattelli e Devanand Janki. New Amsterdam Theatre di Broadway (2004)
- Chess, libretto di Tim Rice, colonna sonora Benny Andersson e Björn Ulvaeus, regia di Michael Mayer. Kennedy Center di Washington (2018)
- Road Show, libretto di John Weidman, colonna sonora di Stephen Sondheim, regia di Will Davis. New York City Center di New York (2019)

## Riconoscimenti
- Tony Award
  - 2004 – Candidatura per il miglior attore non protagonista in un musical per Taboo
  - 2007 – Candidatura per il miglior attore protagonista in un musical per Company
  - 2008 – Candidatura per il miglior attore non protagonista in un'opera teatrale per Il ritorno a casa
  - 2009 – Candidatura per il miglior attore protagonista in un'opera teatrale per Speed-the-Plow

- Drama Desk Award
  - 2001 – Candidatura per il miglior attore in un musical per tick, tick... BOOM!
  - 2004 – Miglior attore non protagonista in un musical per Taboo
  - 2007 – Miglior attore in un musical per Company
  - 2008 – Miglior cast per Il ritorno a casa
  - 2009 – Candidatura per il miglior attore in un'opera teatrale per Speed-the-Plow
  - 2012 – Candidatura per il miglior attore in un musical per Leap of Faith
  - 2019 – Candidatura per il miglior attore in un'opera teatrale per La resistibile ascesa di Arturo Ui

## Doppiatori italiani
Nelle versioni in italiano delle opere in cui ha recitato, Raúl Esparza è stato doppiato da:
- Alessio Cigliano in Major Crimes, Law & Order - Unità vittime speciali, Law & Order: Organized Crime, Dopesick - Dichiarazione di dipendenza, Candy - Morte in Texas
- Franco Mannella in Prova a incastrarmi - Find Me Guilty, Medium
- Massimo Bitossi in Pushing Daisies
- Andrea Zalone in Law & Order: Criminal Intent
- Riccardo Scarafoni in Law & Order - I due volti della giustizia
- Francesco Pezzulli in 666 Park Avenue
- Stefano Benassi in The Path
- Fabrizio Dolce in The Good Fight
- Andrea Lavagnino in A Murder at the End of the World'

Da doppiatore è sostituito da:
- Riccardo Niseem Onorato in BoJack Horseman (st. 3)
- Alessandro Quarta in BoJack Horseman (st. 4-5)